# Pseudoceratina arabica
Pseudoceratina arabica är en svampdjursart som först beskrevs av Keller 1889.  Pseudoceratina arabica ingår i släktet Pseudoceratina och familjen Pseudoceratinidae. Inga underarter finns listade i Catalogue of Life.